# Parkia igneiflora
Parkia igneiflora är en ärtväxtart som beskrevs av Adolpho Ducke. Parkia igneiflora ingår i släktet Parkia och familjen ärtväxter. Inga underarter finns listade i Catalogue of Life.